# حامد دامنی
حامد دامنی(۱۳۲۴–۱۳۸۶) نماینده روحانی اهل تسنن از حوزه انتخابیه: سیستان و بلوچستان (خاش / میرجاوه / نصرت آباد) در اولین و دومین دوره مجلس شورای اسلامی بود.
| دوره نمایندگی | تعداد آراء | درصد آراء |
| ------------- | ---------- | --------- |
| اول           | ۸٬۰۰۰      | ۶۱٫۵      |
| دوم           | ۹٬۲۹۹      | ۷۱        |

مولوی حامد دامنی در دورهٔ اول مجلس به پیشنهاد مولانا عبدالعزیز مورد انتخاب مردم واقع گردید و به مجلس شورای اسلامی ایران راه یافت

## تحصیلات
حامد دامنی تا مقطع سیکل اول را در ایرانشهر تحصیل کرد. سپس رو به تحصیلات حوزوی آورد و ابتدا نزد پدرش عبدالغفور دامنی (مولانا عبدالغفور- بنیان‌گذار حوزه علمیه (مولانا عبدالغفور- بنیان‌گذار حوزه علمیه مدرسه دینی کنزالعلوم غفوریه ایرندگان شاخه‌ای از حوزه علمیه دارالعلوم حقانیه ایرانشهر) مقدمات را فرا گرفت.) مقدمات را فرا گرفت. بعد از آن به مدرسه دینی شمس العلوم رفته و از شاگردان شمس الدین ملازهی گردید. بعد از برای طی کردن مدارج عالی عازم پاکستان شده و ابتدا در دارالعلوم کراچی و نزد سبحان محمود، مفتی محمدتقی عثمانی، مولانا شمس الحق و مفتی محمد رفیع عثمانی آموزش دید بعد از آن به خانپور رفته و در درس عبدالله درخواستی حاضر شد. او مراحل تکمیلی دروس حوزوی را در درسه دینی دارالعلوم تیدی گذارند و از آنجا فارغ‌التحصیل شد.

## فعالیت‌ها
او پس از فراغت از تحصیل به شهر خاش اقامت رفت و ابتدا در اداره مالاریا و سپس ادارهٔ برق شهرستان خاش در حالیکه ملبس به لباس روحانیت بود برای امرار معاش مشغول به فعالیت شد. او سپس در اولین و دومین دوره انتخابات مجلس شورای اسلامی از حوزه انتخابیه خاش به نمایندگی مجلس انتخاب شد. بعد از اتمام نمایندگی در دوره دوم به سمت ریاست آب منطقه‌ای ایرانشهر و معاونت دفتر رهبری در امور اهل سنت ایرانشهر منصوب شد.
مولانا حامد دامنی از شخصیت‌های ماندگار و تأثیرگذار تاریخ بلوچستان و ایرانشهر می‌باشد.
وی خدمات ماندگاری به نظام مقدس جمهوری اسلامی و مردم محروم منطقه سیستان و بلوچستان داشته
زنده یاد مسعود هاشمزهی به عنوان یکی از مدیران سابق منطقهٔ آزاد چابهار و نمایندهٔ بعد از مولانا دامنی در خاش راجع‌به او گفته بود: اگر مولوی حامد و پیگیری‌هایش نبود هرگز منطقهٔ آزادی وجود نداشت.
از جملات خدمات ماندگار مرحوم مولانا حامد دامنی پیشنهاد و پیگیری سهمیه ورودی کنکور برای دانش آموزان مناطق محروم برای اولین بار در مجلس، احداث سیمان خاش به عنوان تنها صنعت ماندگار استان سیستان و بلوچستان که اولین کارخانهٔ دارای پاسگاه اختصاصی در کل کشور، تأمین اعتبار سد پیشین و…
نیز می‌باشد.
مولوی حامد در میان مردم به خدمتگذار بودن و حلال و پیگیر مشکلات مردم معروف بود که به او لقب < آفتاب بی غروب > از جانب مردم داده شد
وی حتی خارج از وقت اداری و تا پاسی از شب به دنبال حل مشکلات عموم مردم بود و جدیت او بحدی بود که از حل نشدن و مشکلات مردم بشدت ناراحت می‌شد
ایشان بعد از دوران نمایندگی مجلس با وجود موقعیت‌های کاری مناسب و پیشنهادهای شغلی خوب در بالاترین مدارج نظام، با هدف خدمت به مردمان سرزمین پدری به ایرانشهر بازگشت.
مولانا حامد دامنی به ساده زیستی معروف بود
طبع شعری و سخنوریش فوق‌العاده بود و همچنین از هوش و استعداد بالایی برخوردار بود
ایشان معتقد به این بود که ملاک تعداد زاد و ولد هر فرد باید توانایی او در تربیت فرزند باشد و نه شرایط مالی
مولوی دامنی فرزندان خلف زیادی به عنوان صدقهٔ جاریهٔ خود و ادامه دهنده راه خدمتگذاریش به جامعه تحویل داده دو تن از دخترانش در رشتهٔ پزشکی در حال تحصیل هستند
پسر بزرگ او محمد نور دارای مدرک فوق لیسانس حقوق می‌باشد و مسئول دفتر امور قضایی ایرانشهر است.
ضیاء الحمید در شبکه بهداشت و درمان مشغول به خدمت است و به عنوان پرستار شهرهٔ اخلاقی و خدمتگذاری خوبی در میان عموم دارد
علیرضا در زمینهٔ کامپیوتر و حسابداری فعال است و همکنون در یکی از شرکت‌های بیمه معتبر در سطح کشور عنوان مدیریتی دارد
محمدتقی که در قسمت روابط عمومی دانشگاه علوم پزشکی ایرانشهر مشغول به کار می‌باشد و عبدالغفور هم در جامعهٔ سلامت در اورژانس ۱۱۵ فعال است.
همچنین دیگر فرزندان دختر ایشان در جامعهٔ پزشکی و آموزش و پرورش فعالند بطوریکه که وی دو پزشک به جامعه پزشکی معرفی کرده‌است.

## کتب[۶]
- فلسفه نعمت و مصیبت.
- شهادت حضرت امام حسین و نقش یزید.
- طلوع نبوت.
- احکام مصوَّر حج (فقه احناف).